# Spermacoce azurea
Spermacoce azurea är en måreväxtart som beskrevs av Bernard Verdcourt. Spermacoce azurea ingår i släktet Spermacoce och familjen måreväxter. Inga underarter finns listade i Catalogue of Life.